# فيليس مدفورد كينغ
فيليس مدفورد كينغ (بالإنجليزية: Phyllis Mudford King)‏ مواليد 23 أغسطس 1905 في لندن، إنجلترا - الوفاة 27 يناير 2006 في سري، إنجلترا، كانت لاعبة كرة مضرب بريطانية. كما أنها إحدى بطلات الجراند سلام.

## بطولات حققتها
- بطولة ويمبلدون

## النهائيات

### الزوجي: 2 (الألقاب 1, الوصافة 1)
| النتيجة | السنة | الدورة   | الشريك              | المنافس                    | النتيجة       |
| الفوز   | 1931  | ويمبلدون | دوروثي شيبارد بارون | دوريس ميتاكسا جوسين سيجارت | 3–6, 6–3, 6–4 |
| الوصافة | 1937  | ويمبلدون | إلسي بيتمان         | سيموني ماثيو بيلي يورك     | 3–6, 3–6      |